# Временной ряд
Временно́й ряд (динамический ряд, ряд динамики) — собранный в разные моменты времени статистический материал о значении каких-либо параметров (в простейшем случае одного) исследуемого процесса. Каждая единица статистического материала называется измерением или отсчётом, также допустимо называть его уровнем на указанный с ним момент времени. Во временном ряде для каждого отсчёта должно быть указано время измерения или номер измерения по порядку. Временной ряд существенно отличается от простой выборки данных, так как при анализе учитывается взаимосвязь измерений со временем, а не только статистическое разнообразие и статистические характеристики выборки.

## Анализ временных рядов
Анализ временны́х рядов — совокупность математико-статистических методов анализа, предназначенных для выявления структуры временных рядов и для их прогнозирования. Сюда относятся, в частности, методы регрессионного анализа. Выявление структуры временного ряда необходимо для того, чтобы построить математическую модель того явления, которое является источником анализируемого временного ряда. Прогноз будущих значений временного ряда используется для эффективного принятия решений.

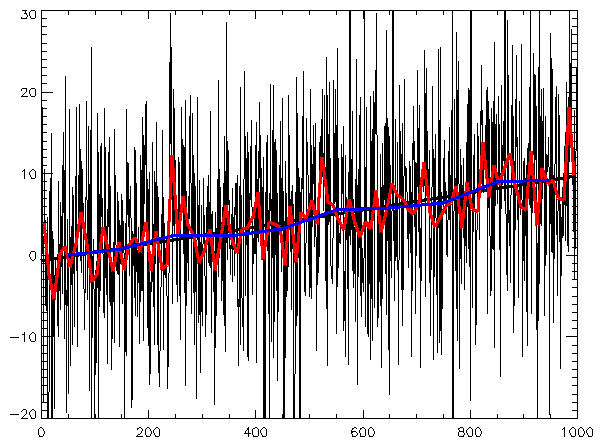
Пример временного ряда

Временные ряды состоят из двух элементов:
- периода времени, за который или по состоянию на который приводятся числовые значения;
- числовых значений того или иного показателя, называемых уровнями ряда.

Временные ряды классифицируются по следующим признакам:
- по форме представления уровней:
  - ряды абсолютных показателей;
  - относительных показателей;
  - средних величин.
- по количеству показателей, для которых определяются уровни в каждый момент времени: одномерные и многомерные временные ряды;
- по характеру временного параметра: моментные и интервальные временные ряды. В моментных временных рядах уровни характеризуют значения показателя по состоянию на определенные моменты времени. В интервальных рядах уровни характеризуют значение показателя за определенные периоды времени. Важная особенность интервальных временных рядов абсолютных величин заключается в возможности суммирования их уровней. Отдельные же уровни моментного ряда абсолютных величин содержат элементы повторного счёта. Это делает бессмысленным суммирование уровней моментных рядов;
- по расстоянию между датами и интервалами времени выделяют равноотстоящие — когда даты регистрации или окончания периодов следуют друг за другом с равными интервалами и неполные (неравноотстоящие) — когда принцип равных интервалов не соблюдается;
- по наличию пропущенных значений: полные и неполные временные ряды;
- временные ряды бывают детерминированными и случайными: первые получают на основе значений некоторой неслучайной функции (ряд последовательных данных о количестве дней в месяцах); вторые есть результат реализации некоторой случайной величины.
- в зависимости от наличия основной тенденции выделяют стационарные ряды, в которых среднее значение и дисперсия постоянны, и нестационарные, содержащие основную тенденцию развития[1].

### Прогнозирование и ретроспективное прогнозирование
Прогнозные оценки с помощью методов экстраполяции рассчитываются в несколько этапов:
- проверка базовой линии прогноза;
- выявление закономерностей прошлого развития явления;
- оценка степени достоверности выявленной закономерности развития явления в прошлом (подбор трендовой функции);
- экстраполяция — перенос выявленных закономерностей на некоторый период будущего;
- корректировка полученного прогноза с учётом результатов содержательного анализа текущего состояния.

Для получения объективного прогноза развития изучаемого явления данные базовой линии должны соответствовать следующим требованиям:
- шаг по времени для всей базовой линии должен быть одинаков;
- наблюдения фиксируются в один и тот же момент каждого временного отрезка (например, на полдень каждого дня, первого числа каждого месяца);
- базовая линия должна быть полной, то есть пропуск данных не допускается.

Если в наблюдениях отсутствуют результаты за незначительный отрезок времени, то для обеспечения полноты базовой линии необходимо их восполнить приблизительными данными, например, использовать среднее значение соседних отрезков.
Корректировка полученного прогноза выполняется для уточнения полученных долгосрочных прогнозов с учётом влияния сезонности или скачкообразности развития изучаемого явления.
Если экстраполяция применяется для прогнозирования, то есть нахождения неизвестных значений переменной в конце временного ряда, то ретрополяция применяется для ретроспективного прогнозирования, то есть нахождения по имеющимся значениям переменной недостающих значений в начале динамического ряда. Ретрополяция может применяться как для нахождения прошлых значений переменной по ее текущим значениям, так и для нахождения текущих значений по ее желаемым будущим значениям.

## Фрагментация временных рядов
В тех случаях, когда временной ряд является результатом длительного изучения естественных природных и промышленных процессов, на результаты наблюдений начинают влиять различные факторы, такие как замена или рекалибровка измерительных приборов. В этом случае, временной ряд прерывается, а после восстановления данные могут иметь иные метрологические характеристики.
Фрагментация временных рядов является неизбежной и существуют различные математические методы, позволяющие заполнять возникающие разрывы правдоподобными данными.

## Примеры временных рядов
Временные ряды, как правило, возникают в результате измерения некоторого показателя.
Это могут быть как показатели (характеристики) технических систем, так и показатели природных, социальных, экономических и других систем (например, погодные данные). Типичным примером временного ряда можно назвать биржевой курс, при анализе которого пытаются определить основное направление развития (тенденцию или тренд).